# Cailee Spaeny

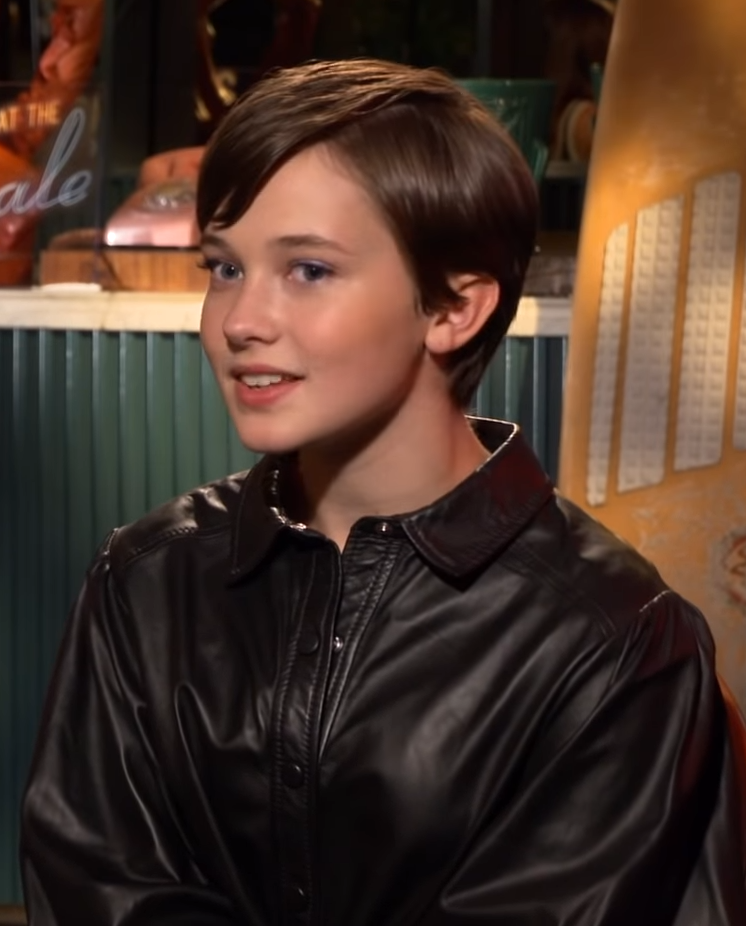
Cailee Spaeny (2018)

Cailee Spaeny (wym. /ˈkeɪli ˈspeɪni/; ur. 24 lipca 1998 w Springfield) – amerykańska aktorka filmowa i telewizyjna. Wystąpiła w takich filmach, jak Pacific Rim: Rebelia, Źle się dzieje w El Royale czy Vice. Laureatka Pucharu Volpiego dla najlepszej aktorki na 80. MFF w Wenecji za tytułową rolę w filmie biograficznym Priscilla (2023) w reżyserii Sofii Coppoli.

## Filmografia

### Film
| Rok  | Tytuł                         | Rola              | Uwagi       |
| ---- | ----------------------------- | ----------------- | ----------- |
| 2016 | Counting to 1000              | Erica             | krótkometr. |
| 2018 | Pacific Rim: Rebelia          | Amara Namani      |             |
| 2018 | Źle się dzieje w El Royale    | Rose Summerspring |             |
| 2018 | Ze względu na płeć            | Jane Ginsburg     |             |
| 2018 | Vice                          | młoda Lynne       |             |
| 2020 | Szkoła czarownic: Dziedzictwo | Lily              |             |
| 2021 | To już koniec (How It Ends)   | młoda Liza        |             |
| 2023 | Priscilla                     | Priscilla Presley |             |
| 2024 | Civil War                     | Jessie            |             |
| 2024 | Obcy: Romulus                 | Rain Carradine    |             |

### Telewizja
| Rok  | Tytuł           | Rola                   | Uwagi              |
| ---- | --------------- | ---------------------- | ------------------ |
| 2020 | Devs            | Lyndon                 | 8 odcinków         |
| 2021 | Mare z Easttown | Erin McMenamin         | miniserial, 5 odc. |
| 2022 | The First Lady  | Anna Eleanor Roosevelt | 8 odc.             |